# Photoscotosia dipegaea
Photoscotosia dipegaea là một loài bướm đêm trong họ Geometridae.